# Hermannia sculpturata
Hermannia sculpturata är en kvalsterart som beskrevs av Sandór Mahunka 1983. Hermannia sculpturata ingår i släktet Hermannia och familjen Hermanniidae. Inga underarter finns listade i Catalogue of Life.